# Naftifina
Naftifina é um fármaco utilizado como antimicótico. É utilizado em algumas dermatomicoses e contaminação por leveduras.